# Звёздные шалости
Приколисты (англ. PrankStars) — реалити-сериал, премьера которого состоялось на канале Disney 15 июля 2011 года. Его ведёт актёр из сериалов Два Короля и Ханна Монтана — Митчел Муссо. Серия включает в себя детей и подростков, разыгранных своими друзьями и родными, чтобы встретиться с любимыми звездами в «непредсказуемых ситуациях». Это первое реалити-шоу канала Disney после Totally in Tune. Премьерные эпизоды выходят ежемесячно, а не раз в неделю.

## Приглашённые звёзды
| Star               | Episode | Show                                                    |
| ------------------ | ------- | ------------------------------------------------------- |
| Селена Гомес       | 1       | Волшебники из Вэйверли Плейс, Программа защиты принцесс |
| Митчел Муссо       | 1       | Два короля, Пит в перьях, Ханна Монтана                 |
| Дебби Райан        | 1       | Джесси (сериал), Всё тип-топ, или Жизнь на борту        |
| Адам Хикс          | 2       | Лимонадный рот, Зик и Лютер, «Два короля»               |
| Чайна Энн Макклейн | 2       | Высший класс                                            |
| Коди Симпсон       | 3       | н/д                                                     |
| Зендая             | 3       | Танцевальная лихорадка!, Заклятые друзья                |
| Лео Ховард         | 4       | В ударе                                                 |
| Тиффани Торнтон    | 4       | Как попало!, Дайте Санни шанс                           |
| Рэйвен-Симоне      | 5       | Это Рейвен                                              |
| Белла Торн         | 5       | Танцевальная лихорадка!, Заклятые друзья                |
| Allstar Weekend    | 6       | н/д                                                     |
| Бриджит Мендлер    | 6       | Держись, Чарли!, Лимонадный рот                         |